# Neue Burg
La Neue Burg, littéralement en français « nouveau château », est un palais autrichien néoclassique situé à Vienne. Il forme une partie de la Hofburg et du Kaiserforum (de), que Gottfried Semper et Carl von Hasenauer ont conçue et construite à partir de 1869 pour l'empereur François-Joseph Ier.

## Histoire
Après avoir construit en 1871 les deux musées impériaux, l'empereur autorise en 1881 la construction d'une aile à la Hofburg contre le jardin impérial qu'il appelle la « Neue Burg ». Après la mort de Hasenauer, Bruno Gruber et Otto Hofer, Emil von Förster (de) et Julian Niedzielski reprennent le travail jusqu'à la nomination en 1899 de Friedrich Ohmann qui construit aussi le Burggarten.
Le bâtiment nécessite une construction de plus en plus coûteuse. Les fondations doivent atteindre jusqu'à 25 mètres de profondeur, car le site est situé d'anciennes douves et des défenses souterraines. Elles sont faites de pierres de la montagne de la Leitha, près de Winden am See. La façade est issue de la carrière de Wöllersdorf-Steinabrückl, la base de celle d'Esztergom en Hongrie, le revêtement de Marzana en Istrie et de Brač en Croatie. Beaucoup de ferronneries d'art sont la création d'Alexander Nehr (de).
En 1906, l'empereur François-Joseph Ier confie la responsabilité de la construction des palais impériaux à François-Ferdinand d'Autriche. Friedrich Ohmann est remplacé par Ludwig Baumann (de) qui continue les travaux jusqu'en 1923 mais ne peut les terminer.
Aujourd'hui, le bâtiment fait partie du centre de conférences du Hofburg. Une grande partie est utilisée par la Bibliothèque nationale autrichienne qui expose sa collection de papyrus égyptiens (Papyrussammlung Wien). En outre, le musée d'Histoire de l'art de Vienne occupe plusieurs salles : le musée d'Ephèse (antiquités grecques), une collection d'armes, une autre d'instruments de musique anciens, les archives du musée ainsi que dans le corps de logis, le musée ethnologique de Vienne (Weltmuseum).

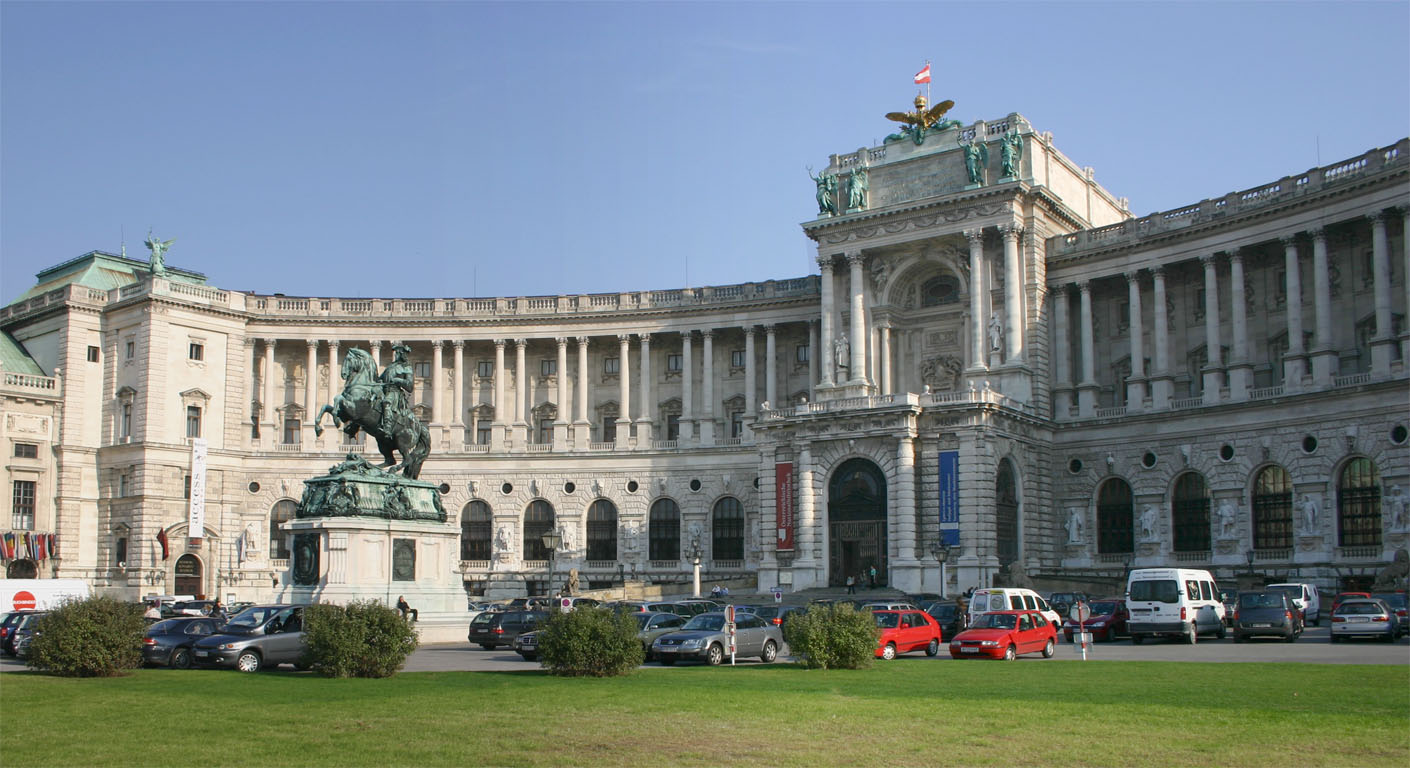
Vue de la Neue Burg depuis la Heldenplatz.
Plan de la Hofsburg : la Neue Burg porte le numéro 14.
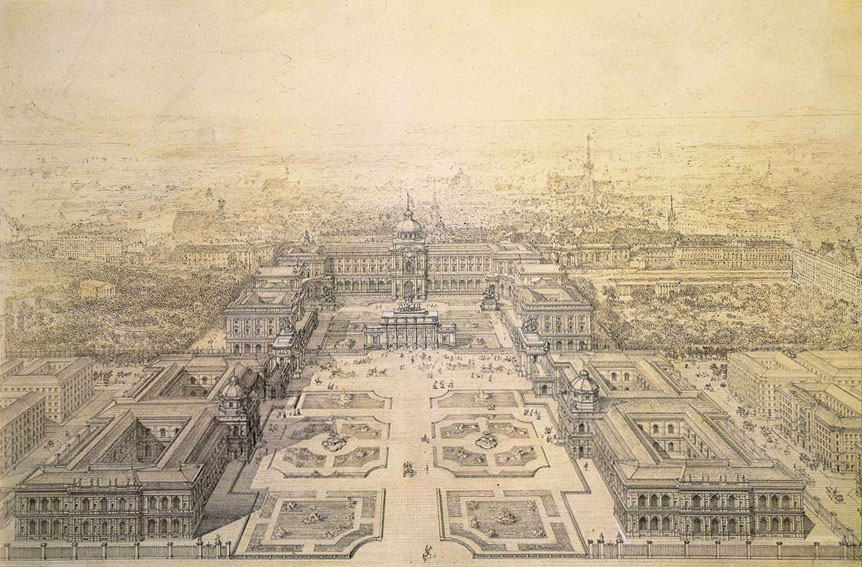
Le projet architectural du Kaiserforum (de).
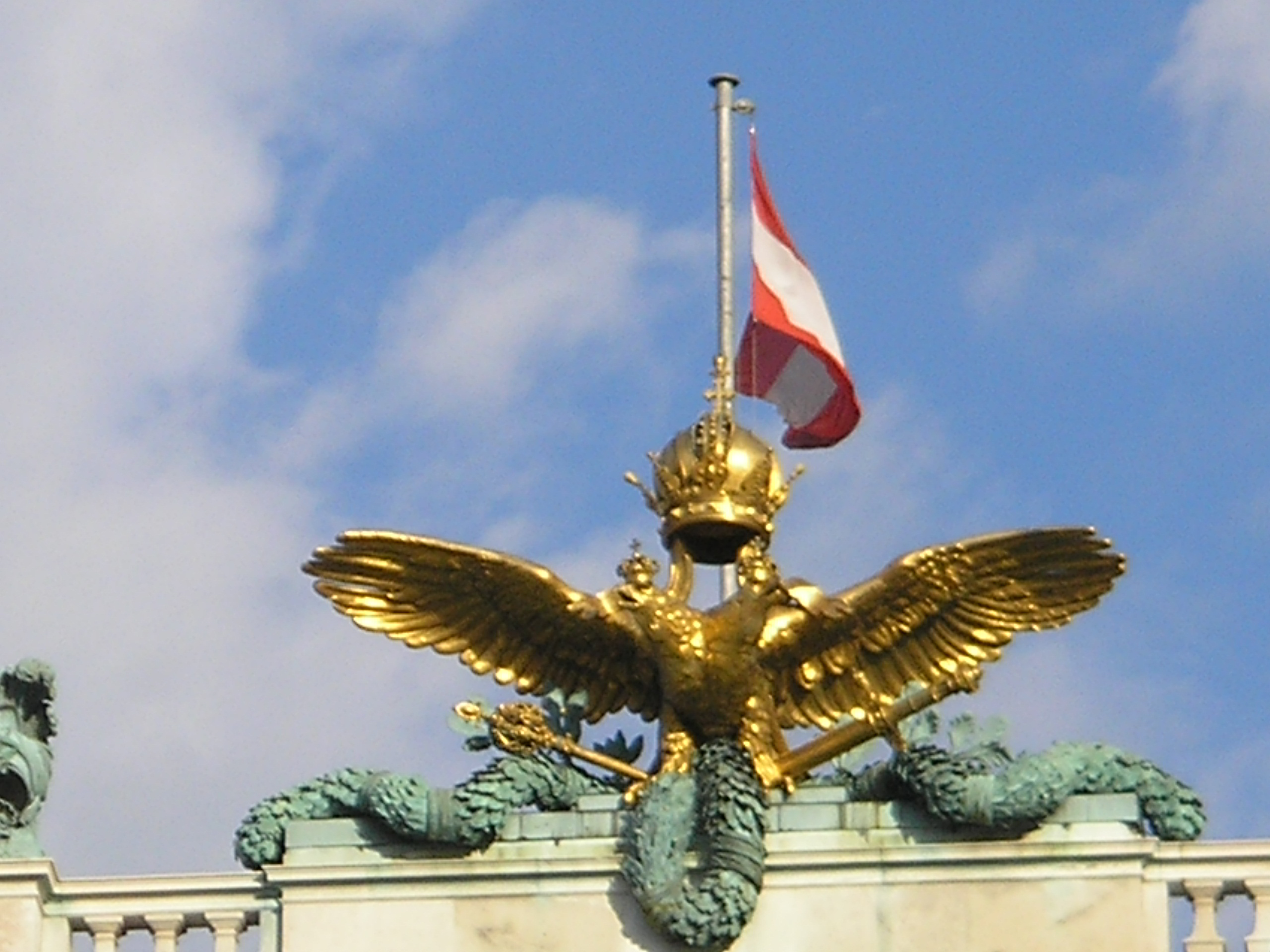
Aigle à deux têtes avec la couronne impériale sur le rebord.
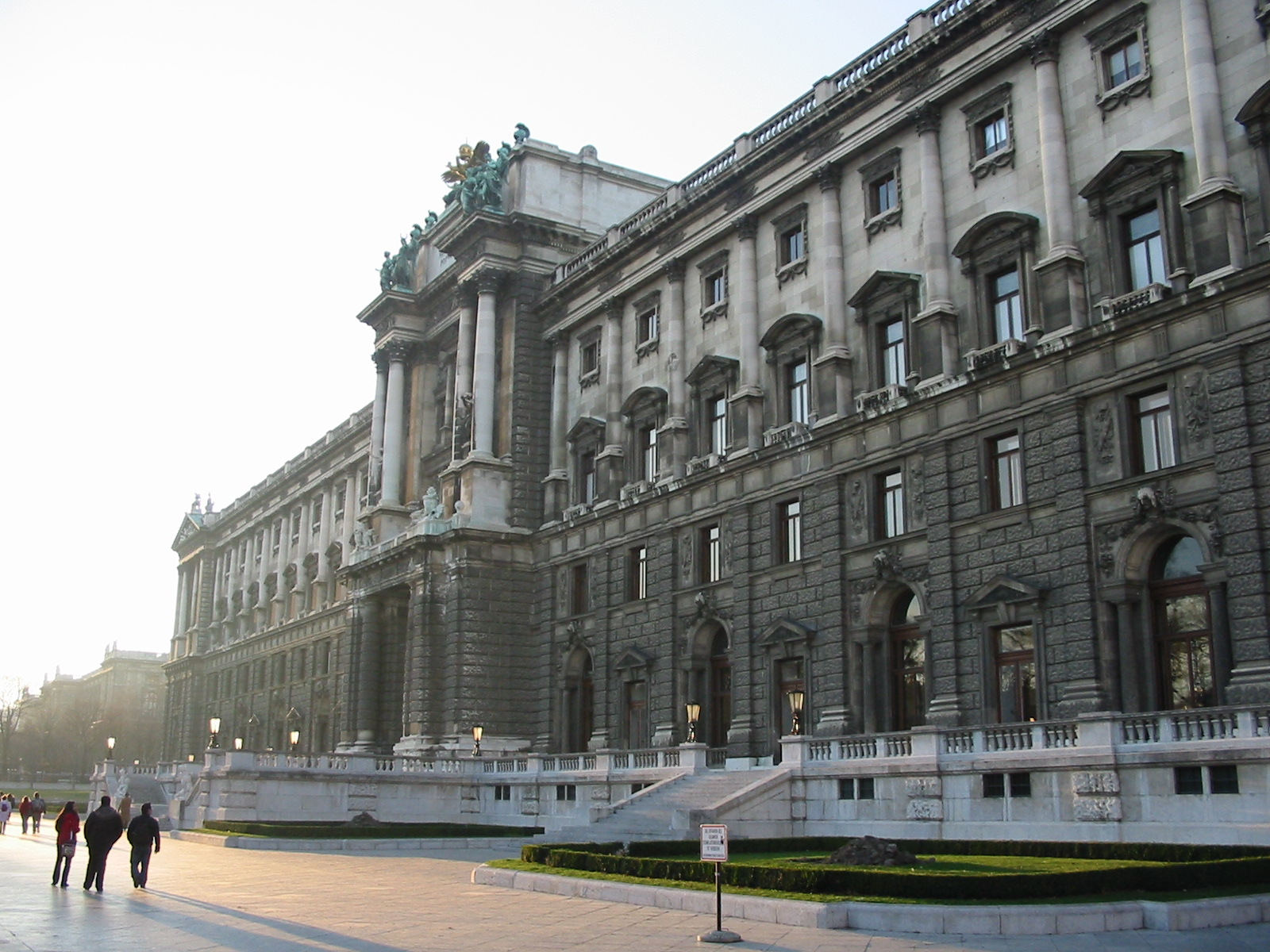
Façade depuis le Burggarten.
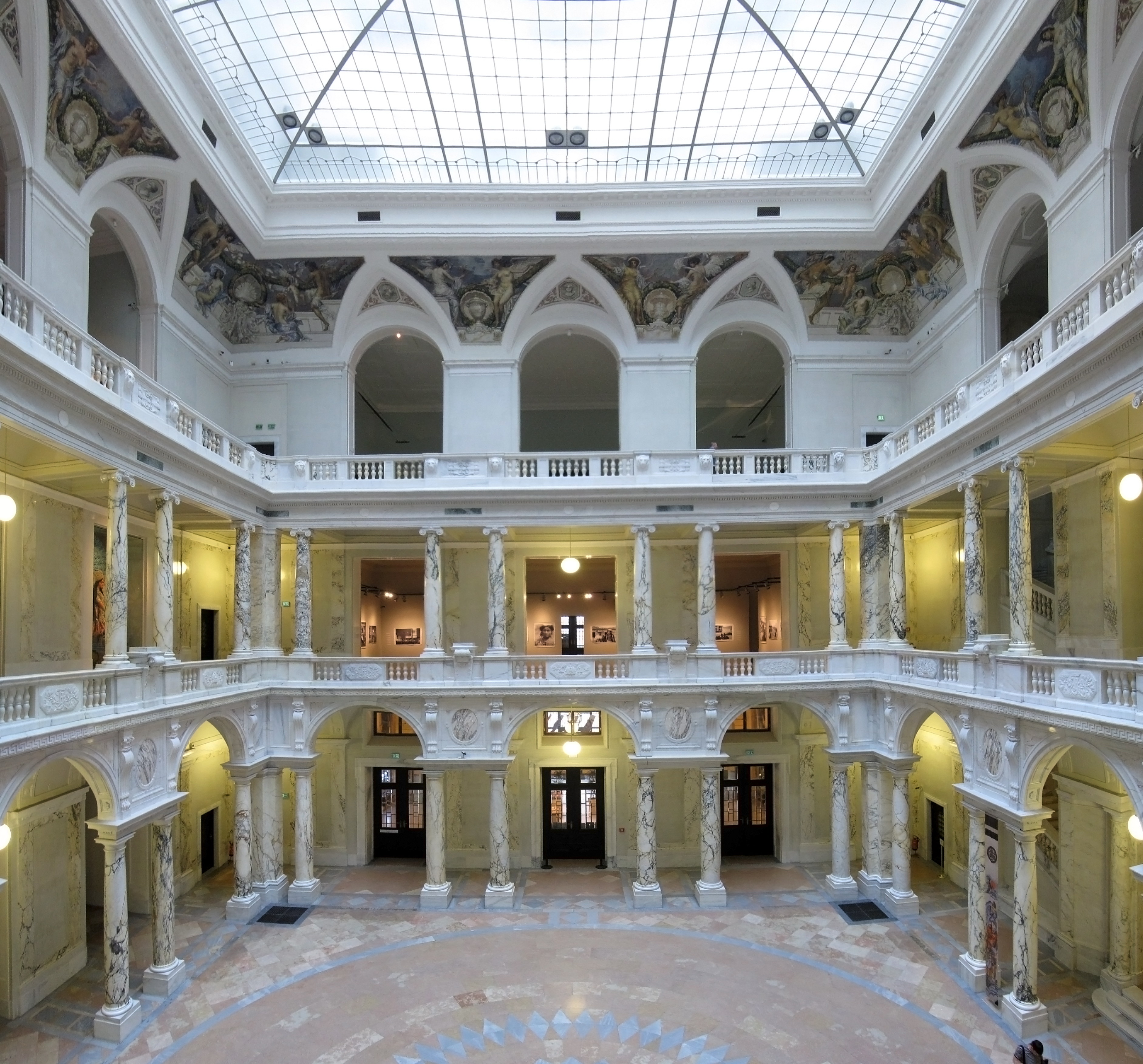
Intérieur du Corps de logis.
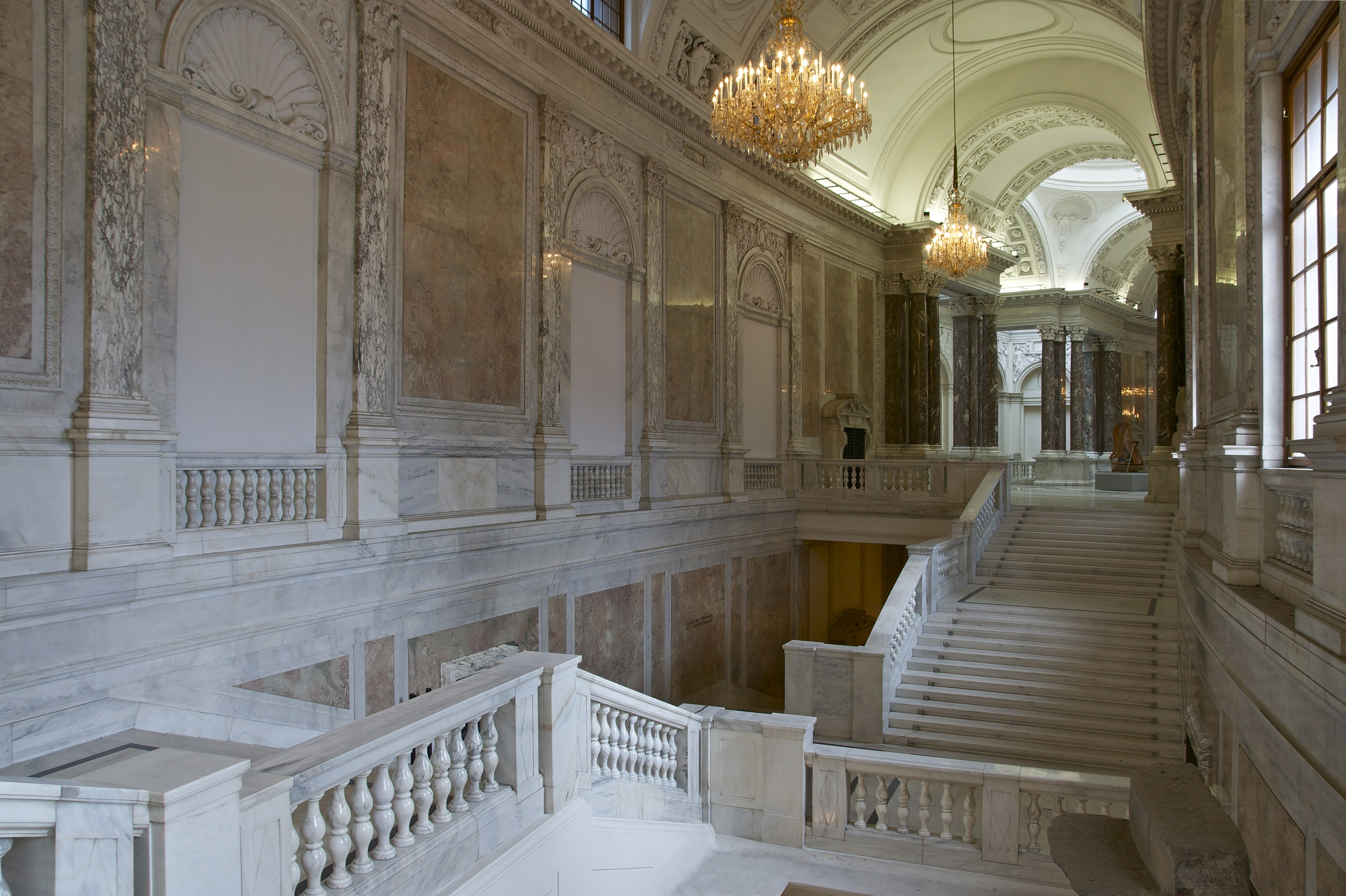
Escalier monumental.

## Sculptures
La façade depuis la Heldenplatz est ornée de 20 statues de personnages de l'histoire autrichienne créées de 1895 à 1901 d'après une liste établie par Albert Ilg (de) (de gauche à droite) :
1. Johann Scherpe : Marcoman
2. Wilhelm Seib (de) : Soldat romain
3. Anton Brenek (de) : Bavarii
4. Carl Kundmann : Missionnaire
5. Johann Koloc : Esclave
6. Edmund von Hellmer : Noble franc
7. Rudolf Weyr : Magyar
8. Viktor Tilgner : Croisé
9. Josef Valentin Kassin (de) : Marin
10. Stefan Schwartz : Chevalier
11. Edmund Hofmann von Aspernburg : Magistrat
12. Hugo Haerdtl : Marchand
13. Emmerich Alexius Swoboda von Wikingen : Bourgeois
14. Werner David : Mineur
15. Anton Schmidgruber : Lansquenet
16. Franz Koch : Soldat de Wallenstein
17. Anton Brenek (de) : Polonais du Siège de Vienne (1683)
18. Richard Kauffungen : Bourgeois de Vienne lors du Siège de Vienne (1683)
19. Anton Paul Wagner (de) : Fermier libre
20. Johann Silbernagl : Tyrolien en 1809

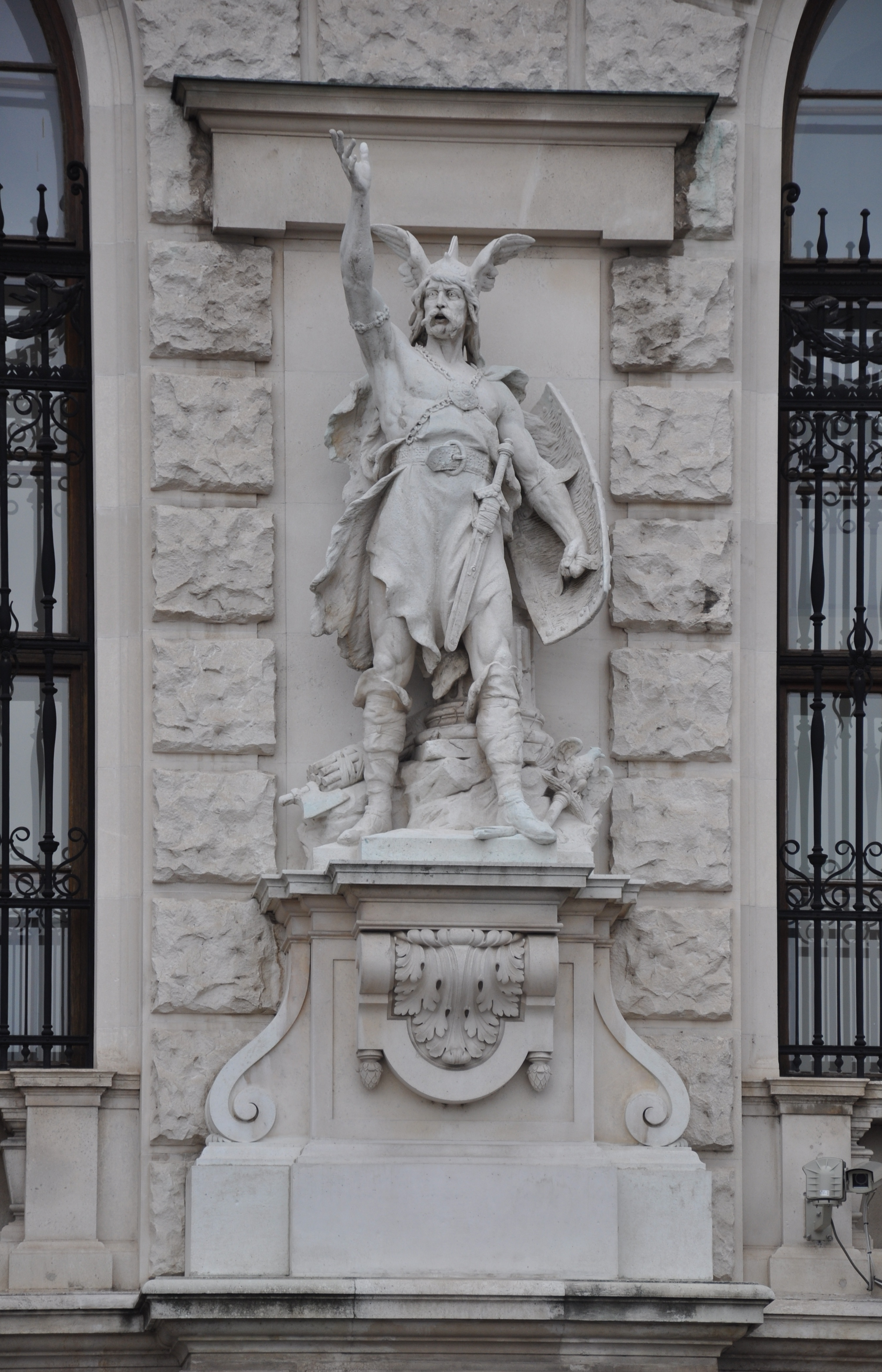
Anton Brenek (de) : Bavarii.
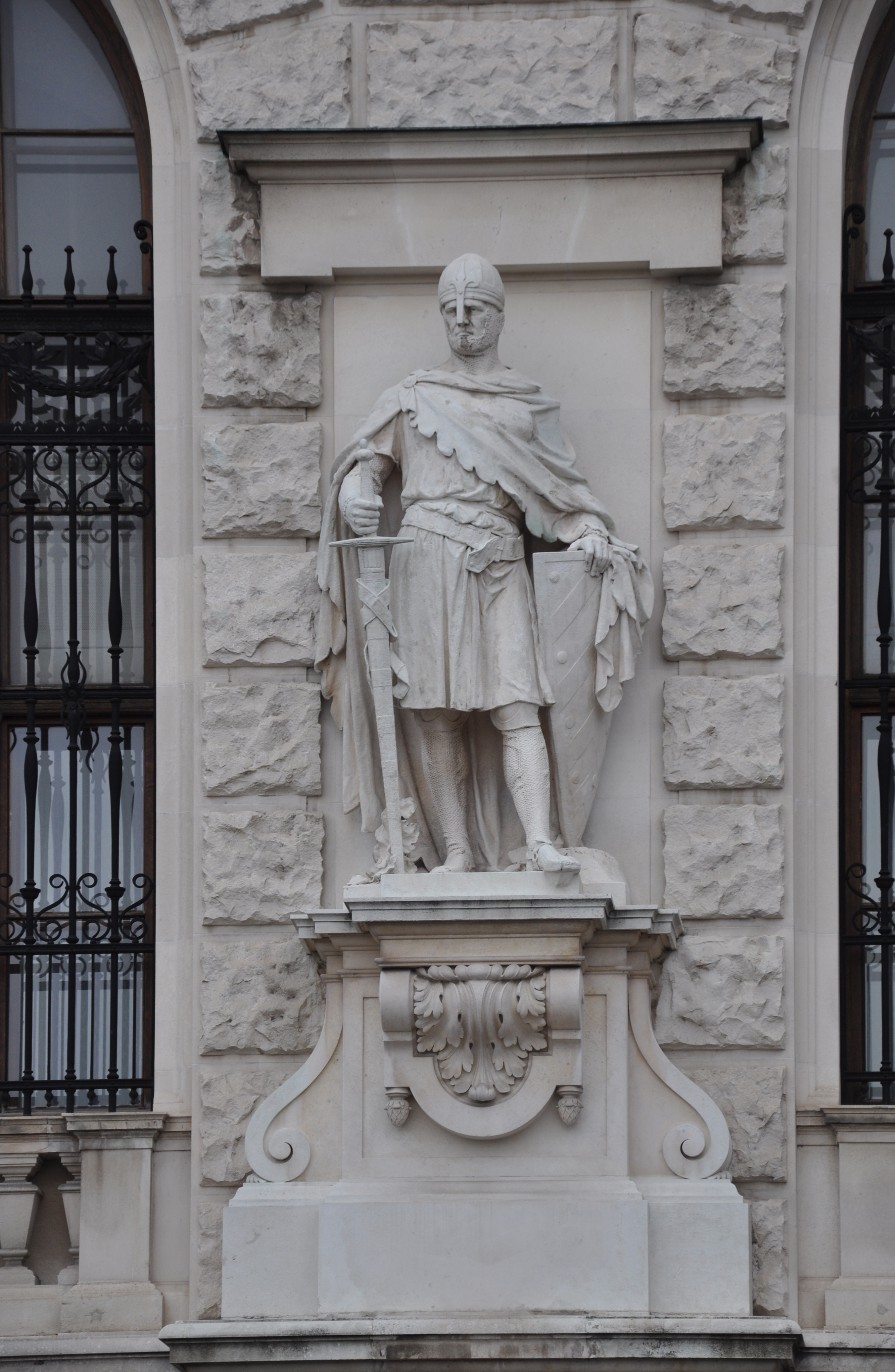
Edmund von Hellmer : Noble franc.
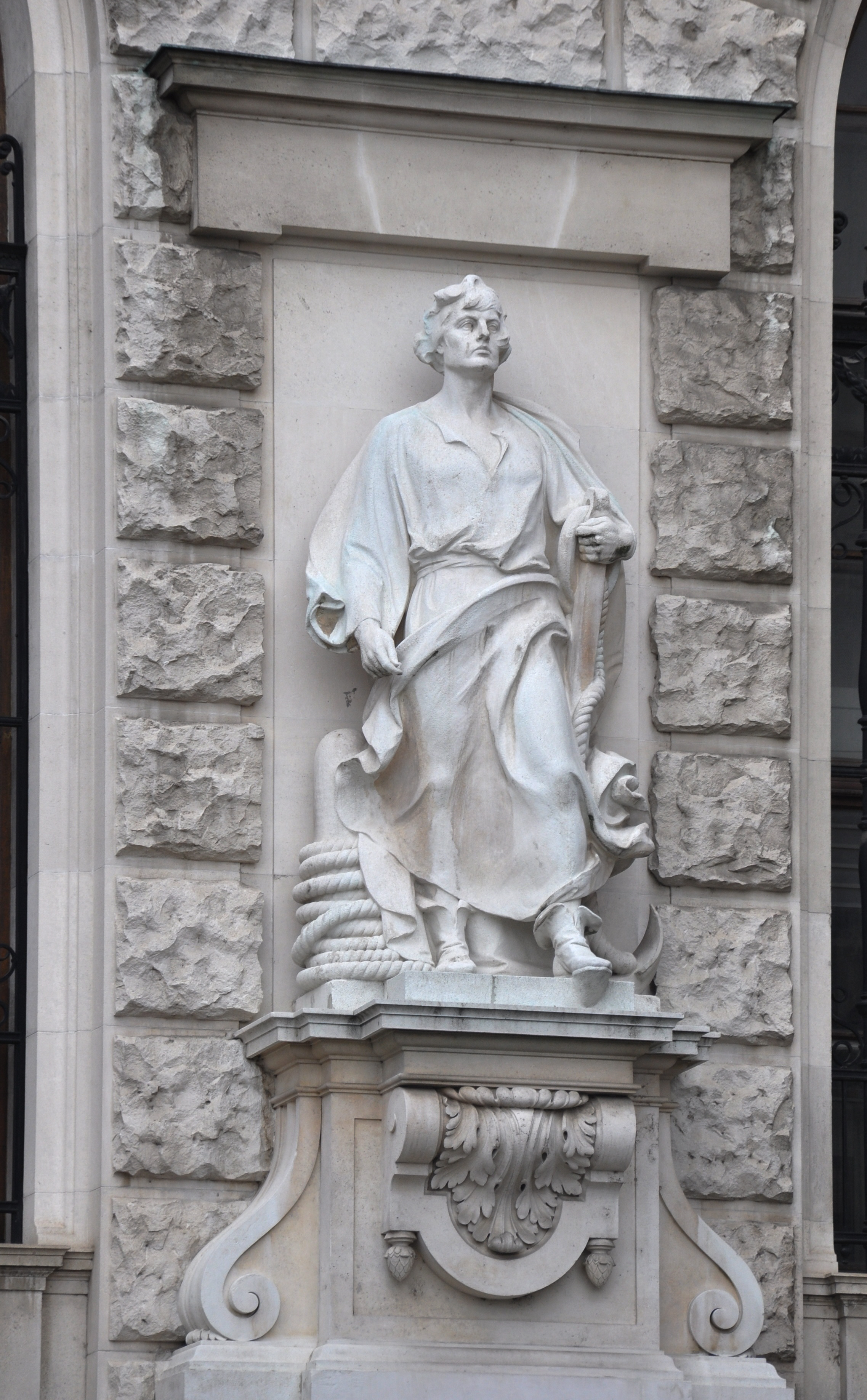
Josef Valentin Kassin (de) : Marin.
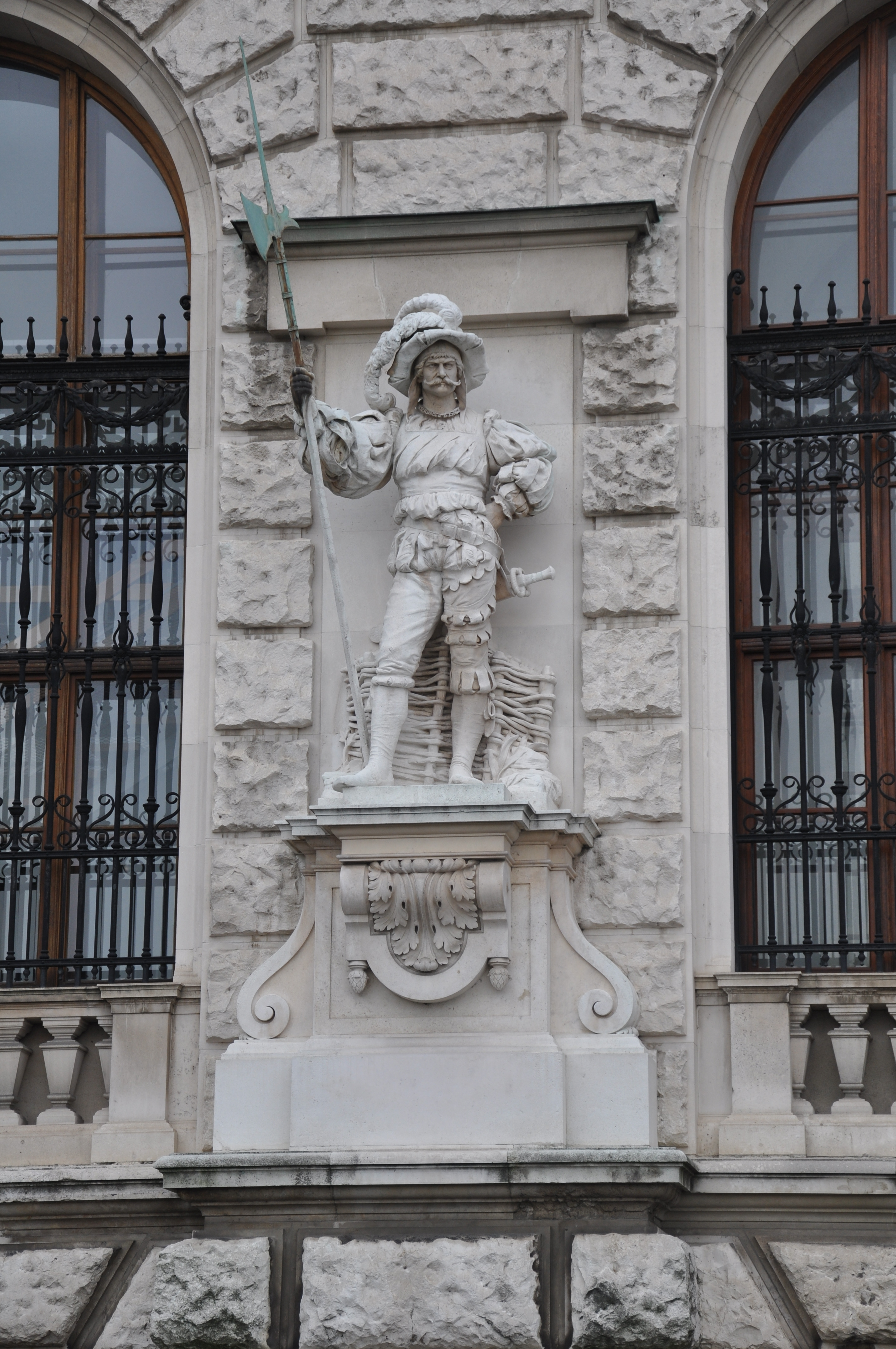
Anton Schmidgruber : Lansquenet.
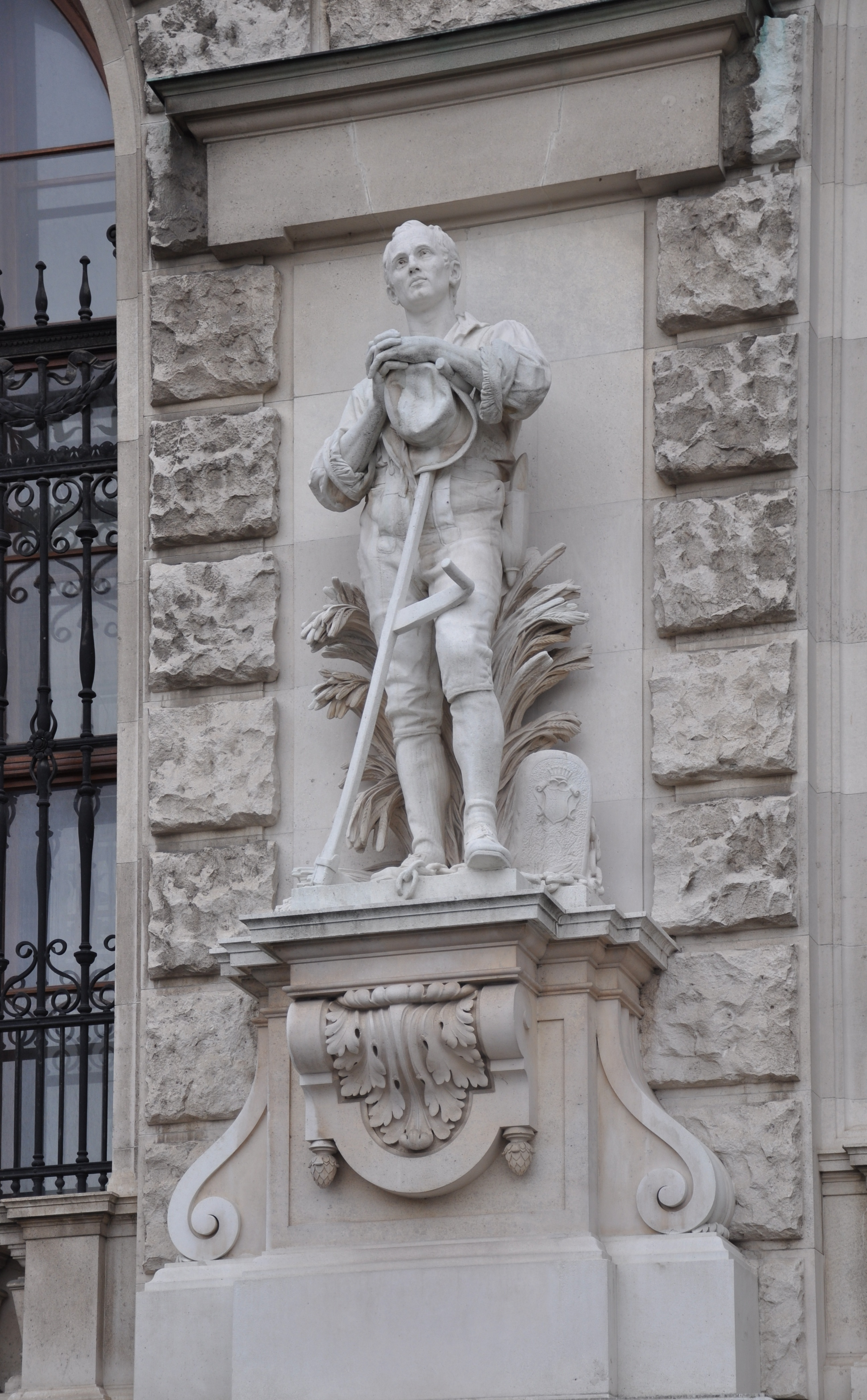
Anton Paul Wagner (de) : Fermier libre.